# 髙﨑裕樹
- 高崎裕樹

髙﨑 裕樹（たかさき ひろき、1960年7月17日 - ）は、日本の鉄道実業家。名古屋鉄道社長。岐阜県本巣市出身。

## 来歴・人物
岐阜県立岐阜高等学校を経て早稲田大学商学部を卒業後、1983年に名古屋鉄道に入社。
2012年から取締役に就任し、2015年には不動産事業本部長に就任し、名鉄名古屋駅の大型再開発事業の指揮を執った。常務、専務を経て2020年6月から副社長執行役員。2021年6月25付で安藤隆司に代わって社長に就任した。
日本民営鉄道協会副会長も務めている。